# Tadeusz Lulek
Tadeusz Lulek (ur. 30 kwietnia 1940 we Włodzimierzu Wołyńskim) – polski fizyk, profesor nauk fizycznych, pierwszy rektor Uniwersytetu Rzeszowskiego, nauczyciel akademicki Uniwersytetu im. Adama Mickiewicza w Poznaniu i innych uczelni, specjalności naukowe: fizyka fazy skondensowanej, fizyka matematyczna, kwantowa teoria pola.

## Życiorys
W 1962 ukończył studia na kierunku fizyka w Uniwersytecie im. Adama Mickiewicza w Poznaniu, od 1963 pracował na macierzystej uczelni, w 1970 otrzymał stopień doktora, w 1975 doktora habilitowanego. W latach 1980–1989 był przewodniczącym Koła NSZZ „Solidarność” w Instytucie Fizyki UAM. Od 1988 kierował Zakładem Fizyki Matematycznej w Instytucie Fizyki UAM. W 1989 nadano mu tytuł profesora nauk fizycznych.
We wrześniu 2001 został mianowany przez ministra edukacji narodowej Edmunda Wittbrodta pierwszym rektorem nowo utworzonego Uniwersytetu Rzeszowskiego (UR). Był pracownikiem naukowym Instytutu Fizyki na Wydziale Matematyczno-Przyrodniczym. W marcu 2002 przegrał wybory na rektora UR z Włodzimierzem Bonusiakiem, ostatnim rektorem rzeszowskiej Wyższej Szkoły Pedagogicznej, na bazie której powstał uniwersytet. Na tle konfliktu z władzami uczelni opuścił UR w lutym 2004 i podjął zatrudnienie na Politechnice Rzeszowskiej (Katedra Fizyki, Wydział Matematyki i Fizyki Stosowanej).
W latach 2012–2018 pracował w Instytucie Mechatroniki Państwowej Wyższej Szkoły Wschodnioeuropejskiej w Przemyślu. W latach 2014–2017 był ponownie wykładowcą UR.
W 2020 dołączył do sygnatariuszy listu otwartego polskich naukowców w obronie dobrego imienia Jana Pawła II w związku ze sprawą Theodore'a McCarricka.
W 2024 oficjalnie poparł kandydaturę Adama Reicha na rektora UR.